# Joey Lawrence

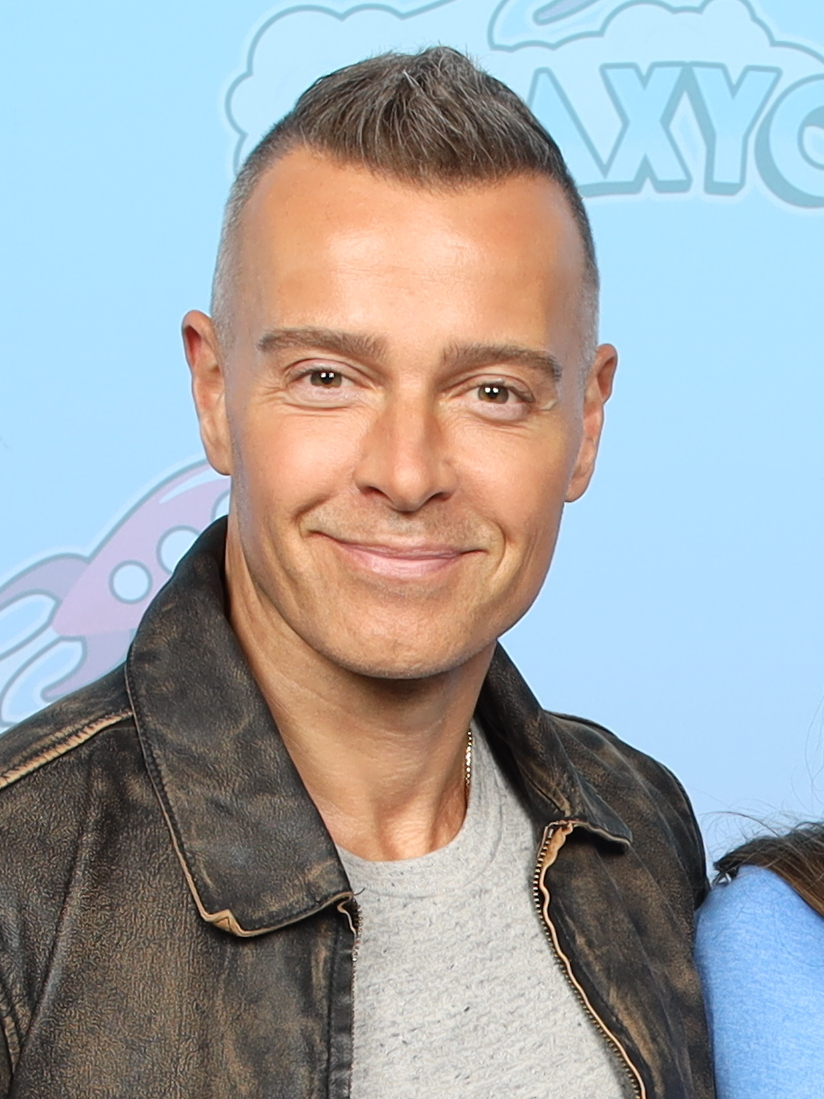
Joey Lawrence (2024)

Joseph „Joey“ Lawrence (* 20. April 1976 in Philadelphia, Pennsylvania, als Joseph Lawrence Mignogna III) ist ein US-amerikanischer Filmschauspieler und Sänger.

## Leben
Lawrence ist italienischer Abstammung und wuchs in Pennsylvania auf. Sein Vater Joseph Lawrence Mignogna Sr. arbeitet als Versicherungsmakler, seine Mutter Donna Mignogna, eine ehemalige Grundschullehrerin, arbeitet als Managerin. Der Familienname wurde während seiner Kindheit zu „Lawrence“ verändert. Er hat zwei jüngere Brüder, die ebenfalls Schauspieler sind, Andrew und Matthew.
Im Jahr 1994 machte er seinen Abschluss an der Abington Friends School in Jenkintown, Pennsylvania. Danach absolvierte er ein Studium an der University of Southern California.

## Karriere

### Schauspielerei
Wie seine Brüder begann auch Joey schon im Kindesalter mit der Schauspielerei, zunächst in Werbespots. Mit fünf Jahren hatte er seinen ersten Auftritt in der Tonight Show. Nach Gastauftritten in den Fernsehserien Diff’rent Strokes und Silver Spoons gehörte er von 1983 bis 1987 zur festen Besetzung der Sitcom Gimme a Break. Im Jahr 1988 war er die Stimme von Oliver im Disneyfilm Oliver & Co. Ab 1991 wurde er durch die Darstellung des Joey Russo in der Comedyserie Blossom bekannt.

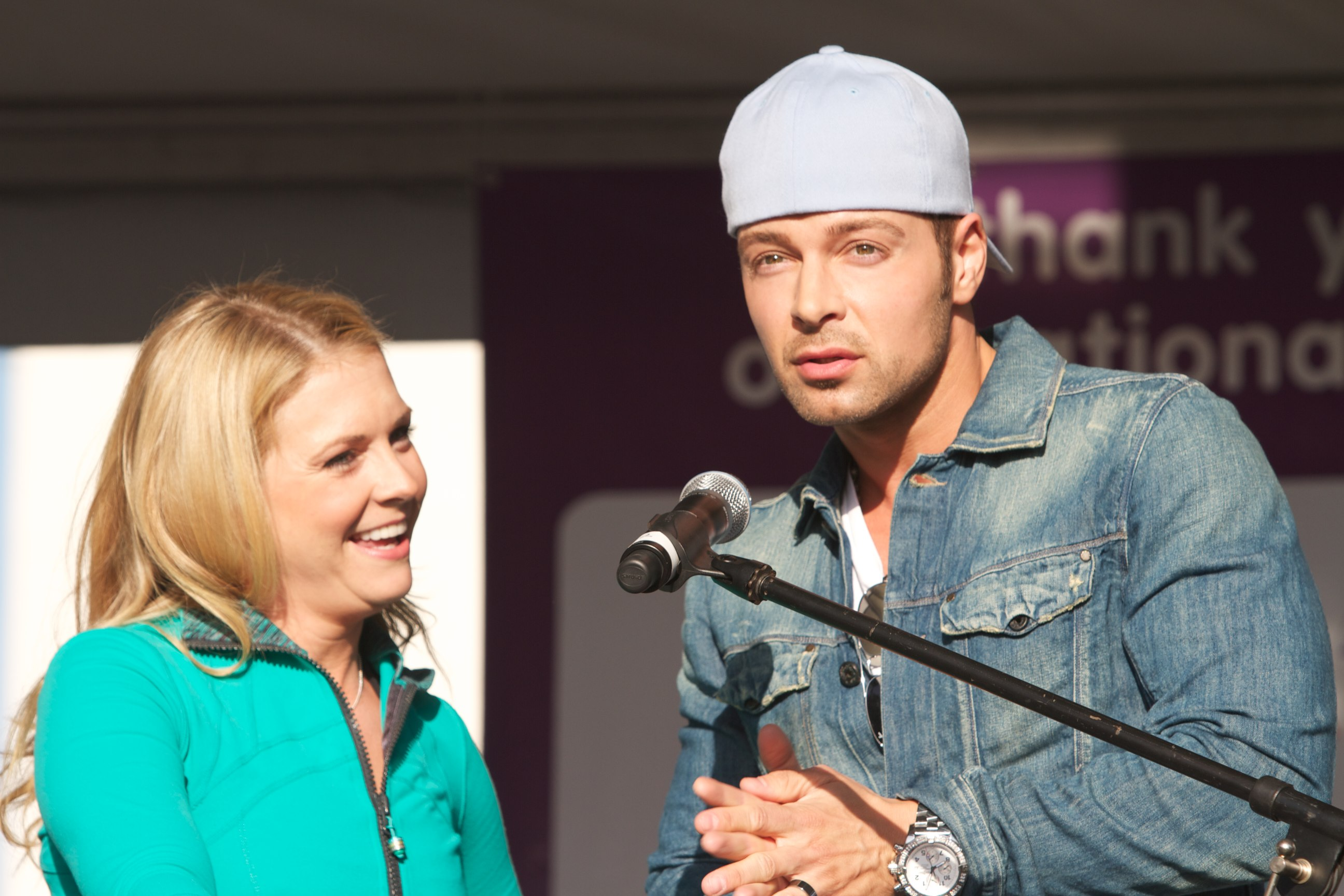
Lawrence mit Melissa Joan Hart bei einer Veranstaltung von March of Dimes (2011)

Ab 1995 war er drei Jahre lang zusammen mit seinen Brüdern in der Serie Brotherly Love zu sehen. Bei einigen Folgen führte er auch Regie. Auf der Kinoleinwand war er selten zu sehen, eine Ausnahme bildet der Film Düstere Legenden 2 aus dem Jahr 2000. Im Mai 2007 spielte er die Hauptrolle in dem Broadway-Musical Chicago als Billy Flynn. Zwei Jahre später spielte Lawrence an der Seite von Melissa Joan Hart in dem Fernsehfilm My Fake Fiancé. Von 2010 bis 2015 spielten die zwei ebenfalls in der Sitcom Melissa & Joey die Hauptrollen.

### Musik
Im Jahr 1993 erschien sein Debütalbum Joey Lawrence, das sich in den US-amerikanischen Billboard 200 sowie in den britischen Album-Charts platzieren konnte. Die im Album enthaltene Single Nothin’ My Love Can’t Fix wurde als Abspannmelodie für den Film Cop and a Half verwendet. Die Single schaffte es außerdem bis in die Top 20 der Billboard Hot 100 sowie der britischen Single-Charts.
1997 veröffentlichte er sein zweites Musikalbum Soulmates, das aber weniger Erfolg hatte. Die Single Never Gonna Change My Mind konnte sich für zwei Wochen in den Top 50 der britischen Single-Charts platzieren. 2011 veröffentlichte er mehrere Songs.
Im November 2022 nahm Lawrence als „Walrus“ an der achten Staffel der US-amerikanischen Version von The Masked Singer teil, in der er den elften Platz belegte.

## Privatleben
Joey heiratete im Jahr 2002 Michelle Vella. Nach der Scheidung heiratete er im Juli 2005 Chandie Yawn-Nelson, mit der er zwei Töchter hat. Im Februar 2022 folgte die Scheidung.
Kurz darauf, im Mai 2022, heiratete Lawrence Samantha Cope.

## Diskografie

### Studioalben
| Jahr | Titel         | Höchstplatzierung, Gesamtwochen, AuszeichnungChartplatzierungen (Jahr, Titel, Platzierungen, Wochen, Auszeichnungen, Anmerkungen) | Höchstplatzierung, Gesamtwochen, AuszeichnungChartplatzierungen (Jahr, Titel, Platzierungen, Wochen, Auszeichnungen, Anmerkungen) | Anmerkungen                      |
| Jahr | Titel         | UK | US | Anmerkungen                      |
| ---- | ------------- | --- | --- | -------------------------------- |
| 1993 | Joey Lawrence | UK39 (3 Wo.)UK | US74 (22 Wo.)US | Erstveröffentlichung: April 1993 |

Weitere Alben
- 1997: Soulmates

### Singles
| Jahr | Titel Album                             | Höchstplatzierung, Gesamtwochen, AuszeichnungChartplatzierungen (Jahr, Titel, Album, Platzierungen, Wochen, Auszeichnungen, Anmerkungen) | Höchstplatzierung, Gesamtwochen, AuszeichnungChartplatzierungen (Jahr, Titel, Album, Platzierungen, Wochen, Auszeichnungen, Anmerkungen) | Anmerkungen                          |
| Jahr | Titel Album                             | UK | US | Anmerkungen                          |
| ---- | --------------------------------------- | --- | --- | ------------------------------------ |
| 1993 | Nothin’ My Love Can’t Fix Joey Lawrence | UK13 (7 Wo.)UK | US19 (20 Wo.)US | Erstveröffentlichung: Februar 1993   |
| 1993 | Stay Forever Joey Lawrence              | UK41 (3 Wo.)UK | US52 (12 Wo.)US | Erstveröffentlichung: Juni 1993      |
| 1993 | I Can’t Help Myself Joey Lawrence       | UK27 (4 Wo.)UK | — | Erstveröffentlichung: August 1993    |
| 1998 | Never Gonna Change My Mind Soulmates    | UK49 (2 Wo.)UK | — | Erstveröffentlichung: September 1998 |

Weitere Songs
- 2011: Rolled
- 2011: Give It To Ya
- 2013: Our Time

## Filmografie

### Filme
- 1985: Summer Rental
- 1988: Pulse
- 1988: Oliver & Co (Stimme)
- 1991: Ketten aus Gold (Chains of Gold)
- 1994: Radioland Murders – Wahnsinn auf Sendung (Radioland Murders)
- 1995: Goofy – Der Film (A Goofy Movie, Stimme)
- 2000: Desperate But Not Serious
- 2000: Düstere Legenden 2 (Urban Legends: Final Cut)
- 2001: Do You Wanna Know a Secret?
- 2001: Schiffbruch (Jumping Ship)
- 2002: Trois 2: Pandora’s Box
- 2004: Love Rules – Verliebt, verlobt, verstritten
- 2005: Verlieben verboten (Confessions of a Sociopathic Social Climber)
- 2006: Android Apocalypse
- 2006: Rest Stop
- 2008: Killer Pad
- 2008: Together Again For The First Time
- 2009: Die Schein-Hochzeit (My Fake Fiancé, Fernsehfilm)
- 2010: Sinatra Club – Der Club der Gangster (Sinatra Club, Fernsehfilm)
- 2011: Tumor & Gooch
- 2011: Hit List
- 2016: Saved By Grace
- 2016: Emma’s Chance
- 2016: Christmas All Over Again
- 2016: Wish for Christmas – Glaube an Weihnachten (Wish for Christmas)
- 2020: Homeward – Finde deine Bestimmung (Homeward, Stimme)
- 2021: Swim – Schwimm um dein Leben! (Swim)

### Serien
- 1982: Diff’rent Strokes (Gastauftritt)
- 1982: Silver Spoons (Gastauftritt)
- 1983: Wait till Your Mother Gets Home!
- 1983–1987: Gimme a Break (77 Episoden)
- 1985: Junge Schicksale (ABC Afterschool Specials, Gastauftritt)
- 1991–1995: Blossom
- 1993: Alle meine Kinder (Almost Home, Gastauftritt)
- 1993: Harrys Nest (Empty Nest, Gastauftritt)
- 1995: Nachtschicht mit John (The John Larroquette Show, Gastauftritt)
- 1995–1997: Brüder (Brotherly Love)
- 1999: Ein Hauch von Himmel (Gastauftritt)
- 1999: Horse Sense
- 2002: Romantic Comedy 101
- 2002–2003: American Dreams (11 Episoden)
- 2003–2004: Run of the House
- 2005–2006: Half & Half (9 Episoden)
- 2007: CSI: NY (3 Episoden)
- 2010–2015: Melissa & Joey
- 2011: The Dog Who Saved Halloween
- 2012: The Dog Who Saved The Hollidays
- 2012: Hitched for the Holidays
- 2013: Californication
- 2013: Splash
- 2015: Celebrity Family Feud
- 2016: Cupcake Wars
- 2017, 2019: Hawaii Five-0
- 2019: Dollface (Gastauftritt)
- 2021: Danger Force (Gastauftritt)

### Theater
- 2007: Chicago